# Holotrichia sumbawana
Holotrichia sumbawana är en skalbaggsart som beskrevs av Brenske 1896. Holotrichia sumbawana ingår i släktet Holotrichia och familjen Melolonthidae. Inga underarter finns listade i Catalogue of Life.